# Jasienica (Iłownica)

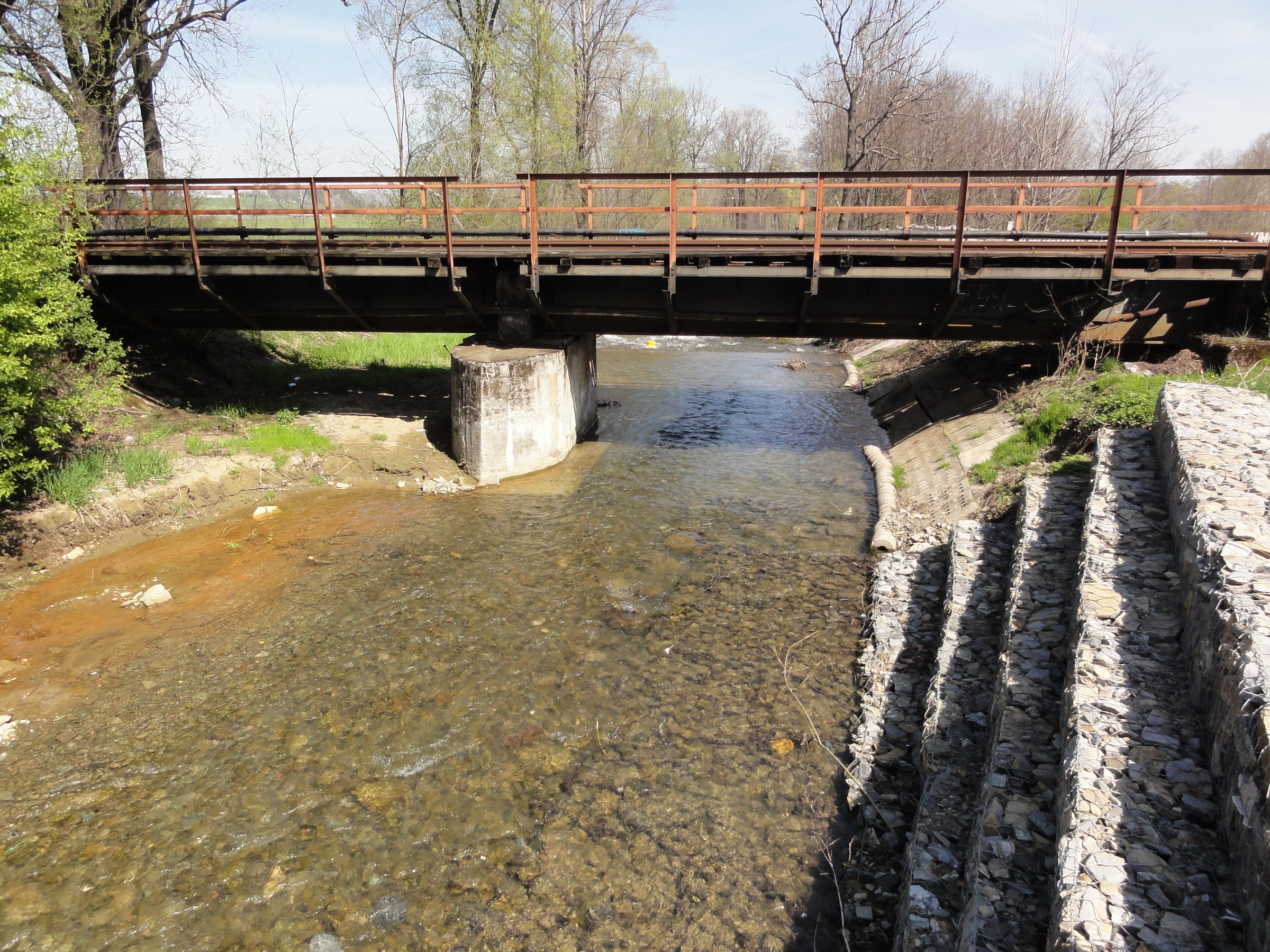
Jasienica

Die Jasienica ist ein linker Zufluss der Iłownica, eines Nebenflusses der Weichsel von 21 Kilometern Länge. Der Fluss entspringt an den Hängen des Błatnia in den Schlesischen Beskiden in der Gemeinde Jaworze und mündet in Zabrzeg in die Iłownica. Im Oberlauf hat er den Charakter eines Gebirgsflusses. Neben den Schlesischen Beskiden durchfließt er das Schlesische Vorgebirge und das Auschwitzer Becken. Sein größter Zufluss ist der Szeroki Potok.